# Kozojedy (okres Plzeň-sever)
Kozojedy (v latinských textech Kozoyed, Kozogedy, německy Kozojed) jsou vesnicí v severovýchodní části okresu Plzeň-sever v Plzeňském kraji. Leží sedm kilometrů jihovýchodně od Kralovic. Celá obec v ní žije 624 obyvatel. Samotné Kozojedy mají přibližně 470 obyvatel. Ves je součástí Mikroregionu Dolní Střela.

## Historie
První písemná zmínka o Kozojedech pochází z roku 1352, vývoj obce je spojen s blízkým hradem Krašov a jeho panstvím. Král Vladislav II. Jagelonský povolil roku 1514 městečku trhové právo a dal mu znak. V roce 1529 koupil od poručníků nezletilého Jetřicha Bezdružického mladšího z Kolovrat krašovské panství i s Kozojedy Mikuláš Sviták z Landštejna za 3 250 kop míšeňských grošů. Za třicetileté válce byly Kozojedy těžce poškozeny švédskými vojsky, a při prodeji krašovského panství v roce 1639 Janu Grefovi z Grefenberka byly popsány jako pusté a spálené. Roku 1678 prodal Norbert Adolf Miseroni z Lisonu celé krašovské panství plaskému klášteru, v jehož majetku Kozojedy zůstaly až do zrušení kláštera v roce 1785. V roce 2003 obec získala Modrou stuhu za společenský život.

## Přírodní poměry
Ves leží v nadmořské výšce 355 metrů na hranici přírodních parků Horní Berounka a Rohatiny. Dva kilometry jižně od vsi se vlévá řeka Střela do Berounky. Kozojedy sousedí na severu s vesnicí Brodeslavy, na severovýchodě s hospodářským dvorem Rohy a vsí Bohy, na jihu za řekou s Liblínem, na jihozápadě s Borkem a na severozápadě s Lednicí.

## Obyvatelstvo
| Rok            | 1869  | 1880  | 1890  | 1900  | 1910  | 1921  | 1930 | 1950 | 1961 | 1970 | 1980 | 1991 | 2001 | 2011 | 2021 |
| -------------- | ----- | ----- | ----- | ----- | ----- | ----- | ---- | ---- | ---- | ---- | ---- | ---- | ---- | ---- | ---- |
| Počet obyvatel | 1 101 | 1 040 | 1 016 | 1 035 | 1 039 | 1 059 | 925  | 736  | 710  | 595  | 623  | 590  | 621  | 614  | 584  |
| Počet domů     | 162   | 160   | 164   | 167   | 173   | 175   | 184  | 207  | 182  | 173  | 161  | 211  | 224  | 174  | 238  |

## Obecní správa

### Části obce
- Kozojedy
- Borek
- Břízsko
- Lednice
- Robčice

V letech 1960–1990 k obci patřily i Bohy, Brodeslavy a Rakolusky a od 1. ledna 1976 do 23. listopadu 1990 také Všehrdy.

### Obecní symboly
Znak udělil na žádost Jiřího a nezletilého Jana Bezdružických z Kolovrat král Vladislav Jagellonský privilegiem z roku 1514. Znak nese na modrém štítě svisle postaveného raka, nad kterým je doprava plavající stříbrná parma s červenými ploutvemi.
Vlajka byla obci udělena rozhodnutím předsedy Poslanecké sněmovny Parlamentu České republiky dne 4. března 2014.

## Pamětihodnosti
Dominantu vsi tvoří barokní kostel svatého Mikuláše umístěný na vyvýšeném místě nad Kozojedským potokem. Původní středověky kostel byl z vůle Evžena Tyttla, opata plaského kláštera cisterciáků, roku 1727 přestavěn do vrcholně barokní podoby pravděpodobně podle návrhu architekta Jana Blažeje Santiniho. V kostele je umístěna drobná dřevěná socha Panny Marie s děckem, zvaná Kozojedská, z dílny pražského anonymního řezbáře Mistra Žebrácké Madony. Soška byla později několikrát upravena, aby ji bylo možné oblékat do různých šatů pro nošení při procesích.
Kaplička svaté Anny je tvořena vysokým hranolem na zděném podstavci, krytém stanovou stříškou s železným křížkem. V nice je barokní dřevěná soška svaté Anny Samotřetí s Ježíškem v ruce a Pannou Marií jako dítětem u nohou.
Kostel svatého Mikuláše, kaplička svaté Anny a pomník padlých z první světové války jsou památkově chráněny.

## Osobnosti
- Václav Hora (1873–1959), právník

## Galerie

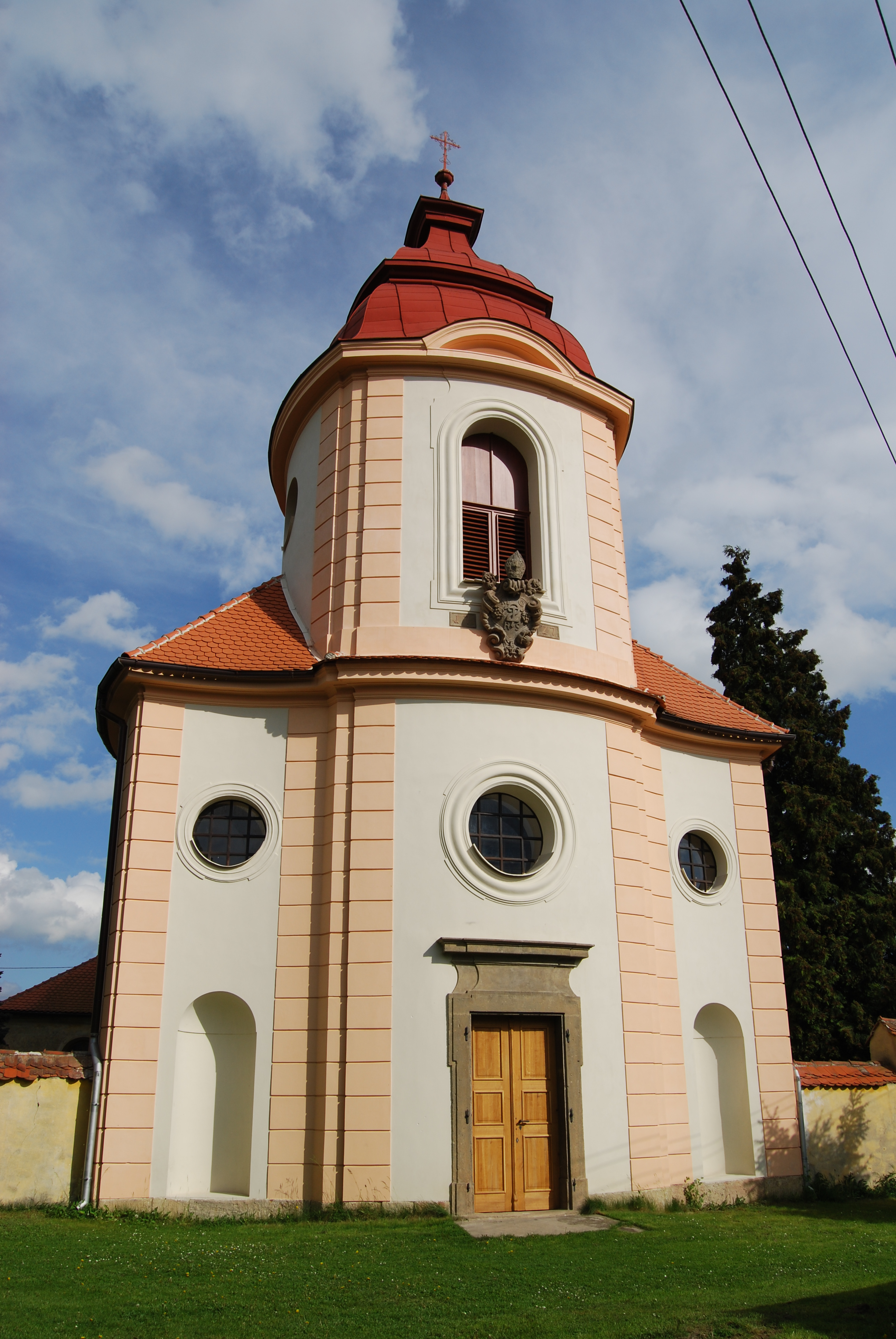
Kostel svatého Mikuláše
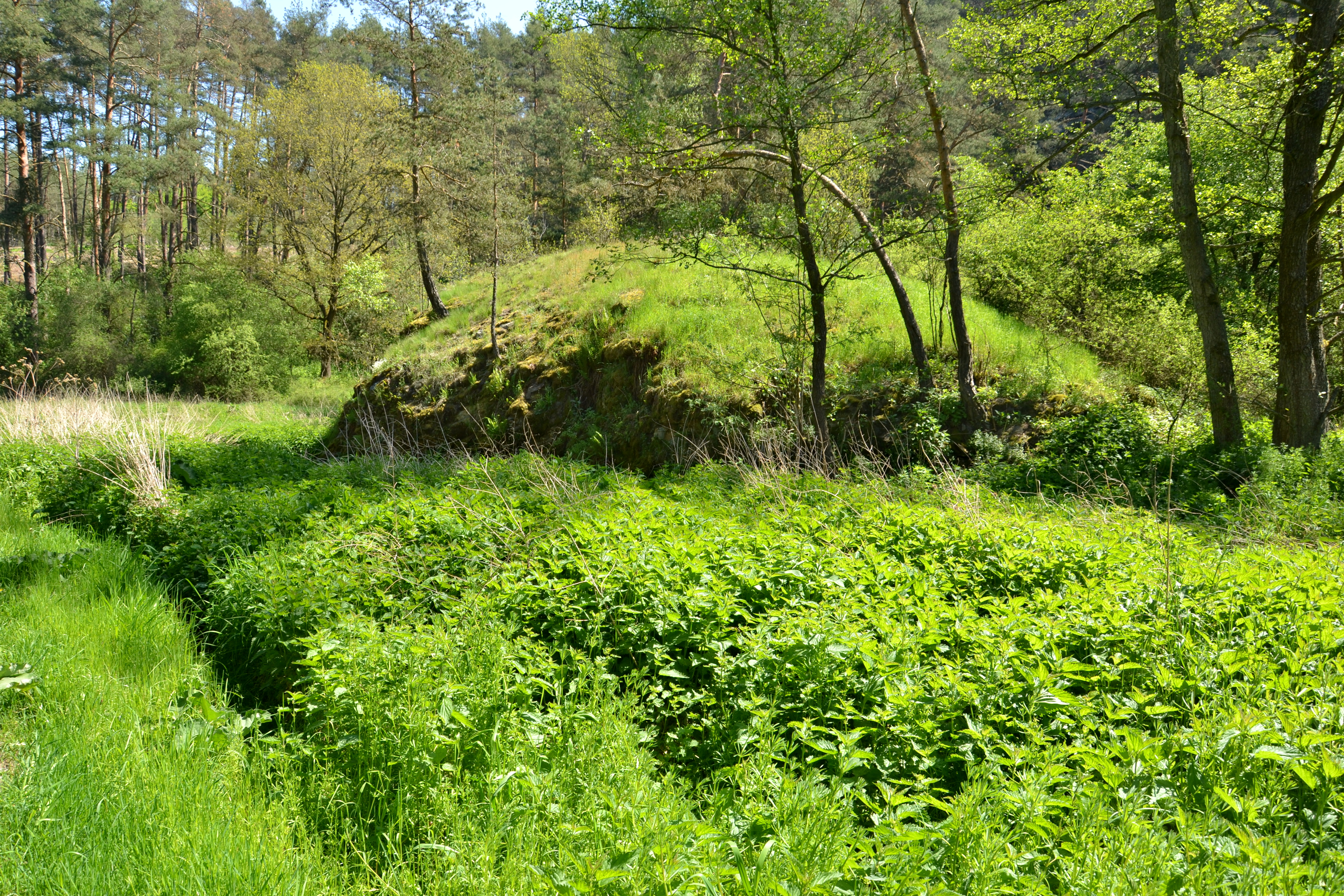
Přírodní památka Čertova hráz
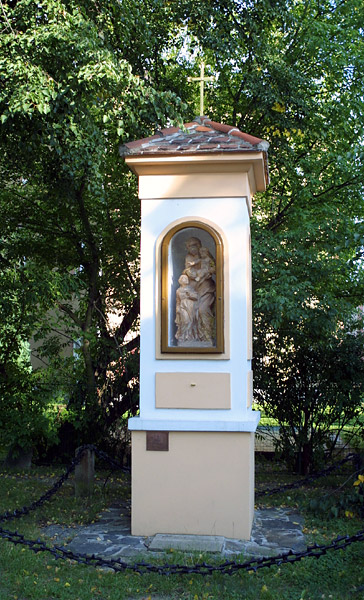
Kaplička svaté Anny
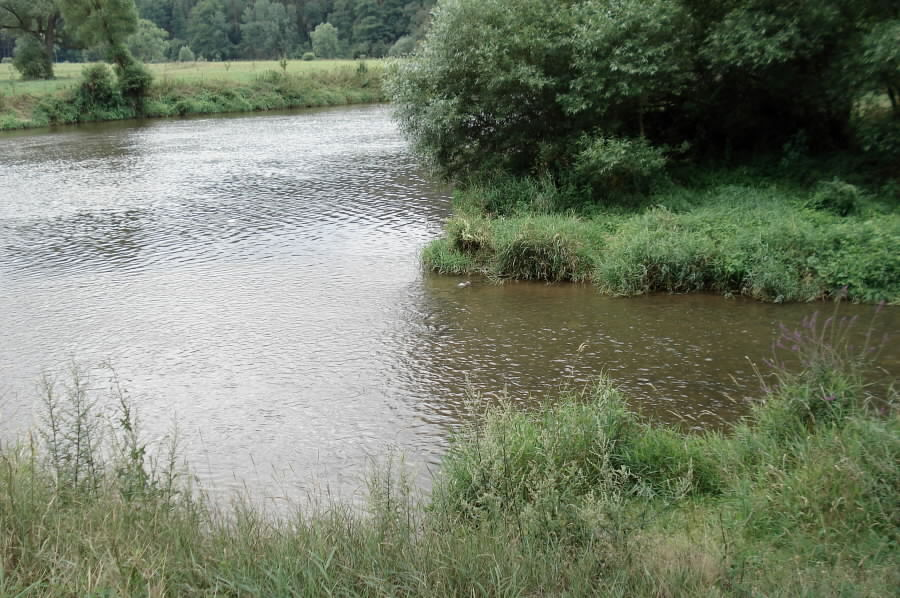
Soutok Střely a Berounky
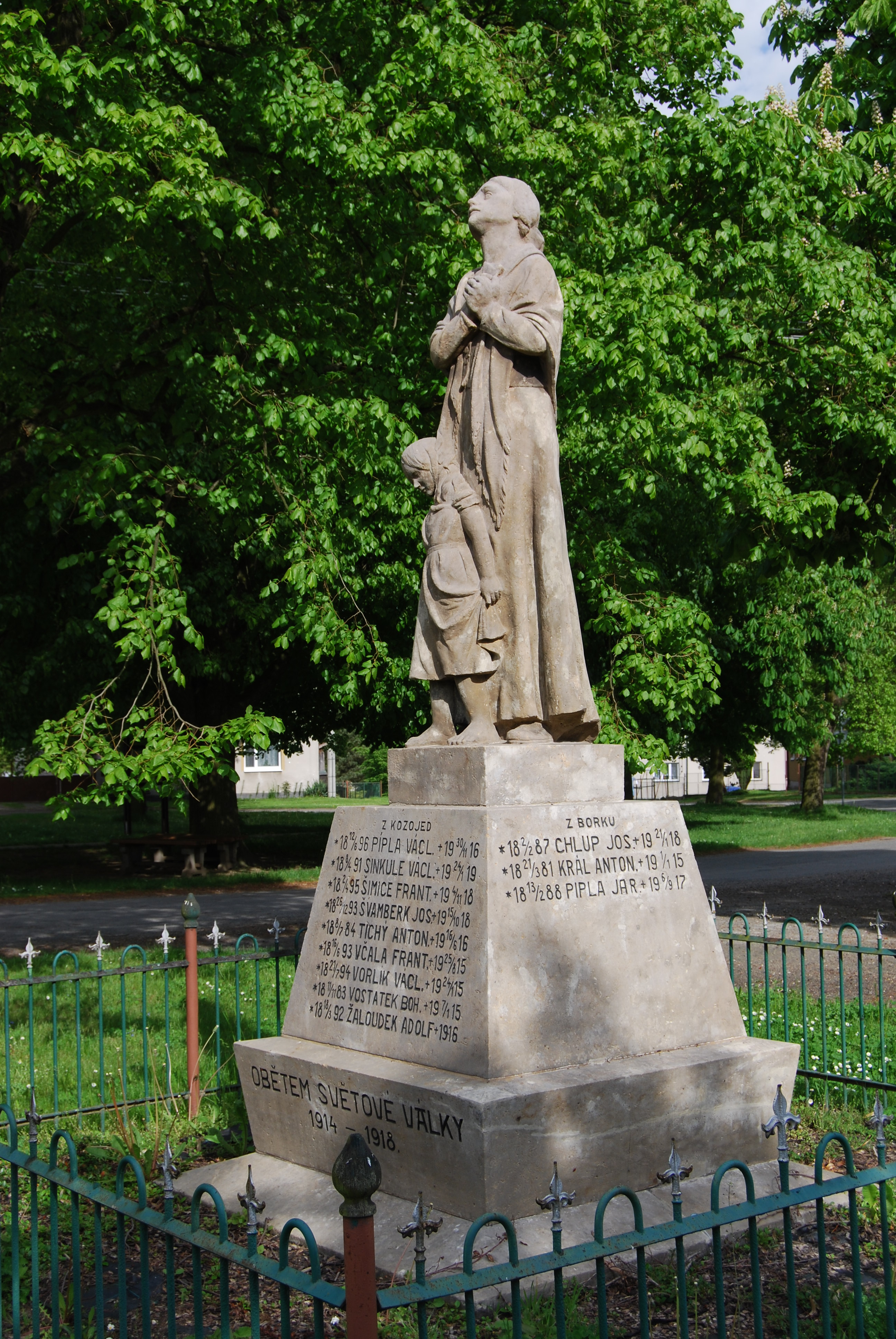
Pomník padlým v první světové válce